# Kids' Choice Awards Colombia 2015
I Kids' Choice Awards Colombia 2015 sono stati la seconda edizione colombiana dei Nickelodeon Kids' Choice Awards. Si sono tenuti il 29 agosto 2015 al Teatro Corferias di Bogotà e sono stati presentati dai cantanti Sebastián Villalobos, Martina La Peligrosa e Tostao.
L'edizione ha visto come ospiti le seguenti celebrità: Linda Palma, LEVIT, Salome Camargo, María Gabriela de Faría, Juan Pablo Jaramillo, Nicolás Arrieta e Mario Espitia.
Si sono esibiti durante la premiazione: Piso 21, ChocQuibTown, J Balvin, Austin Mahone e Juanes.

## Vincitori e candidati
Le votazioni si sono tenute ufficialmente tra il 3 e il 29 agosto (ore 15) del 2015. In grassetto sono evidenziati i vincitori per ciascuna categoria, a seguire i candidati.

### Attore preferito
- Luis Álvarez – Toni, la Chef
- Patricio Gallardo – Toni, la Chef
- Ricardo Abarca – Cumbia Ninja
- Peter Lanzani – Aliados

### Attrice preferita
- Ana María Estupiñán – Toni, la Chef
- Brenda Asnicar – Cumbia Ninja
- Greeicy Rendón – Tiro de gracia
- Natalia Reyes

### Artista o gruppo internazionale preferito
- One Direction
- Ariana Grande
- Taylor Swift
- Maroon 5

### Artista o gruppo colombiano preferito
- Don Tetto
- J Balvin
- Juanes
- Alkilados

### Canzone latina preferita
- Ay vamos, cantata da J Balvin
- Suele suceder, cantata dai Piso 21
- Como la mañana, cantata da Martina La Peligrosa
- Juntos, cantata da Juanes

### Sportivo dell'anno
- James Rodríguez
- Mariana Pajón
- Radamel Falcao
- Caterine Ibarguen

### Serie animata preferita
- Gravity Falls
- SpongeBob
- Phineas e Ferb
- Adventure Time

### Programma televisivo preferito
- Toni, la Chef
- Cumbia Ninja
- Diomedes, el cacique de la junta
- Aliados

### Programma televisivo internazionale preferito
- Austin & Ally
- I Thunderman
- Emma una strega da favola
- Liv & Maddie

### Cattivo preferito
- Josette Vidal – Toni, la Chef
- Jonathan Freudman – Toni, la Chef
- Alejandra Azcárate
- Mariel Percossi

### Reality show preferito
- MasterChef
- The Voice
- Yo me llamo
- Tu Cara me Suena

### Programma radiofonico preferito
- El Mañanero, in onda su La Mega
- El cartel, in onda su La Mega
- Del 40 al 1, in onda su Los 40 Principales
- Rock and Gol

### Film preferito
- Maleficent, regia di Robert Stromberg
- Hunger Games: Il canto della rivolta - Parte 1 (The Hunger Games: Mockingjay - Part 1), regia di Francis Lawrence
- SpongeBob - Fuori dall'acqua (The SpongeBob Movie: Sponge Out of Water), regia di Paul Tibbitt
- Avengers: Age of Ultron, regia di Joss Whedon.

### App preferita
- Nick App
- Bob Esponja a la carrera
- Typic
- Colombian Loops

### Sito web preferito
- Mundonick
- Cartoon Network
- Disneylatino
- Club Penguin

### Videogioco preferito
- Formula Cartoon All Stars
- Booyakasha Blitz
- Poltergeist
- Drive me Bananas

### Fashionista (Trendy by Nick)
- Guillermo Blanco
- Sofía Vergara
- J Balvin
- Julieta Piñeres

### Preferito nei social network
- Sebastián Villalobos

### Premio Pro-Social
- Juanes